# 岩灣新村
岩灣新村是位於台灣台東縣的眷村之一，位於台東市岩灣里，東南方為卑南文化公園，東為岩灣國小，北有海洋委員會海巡署東部分署和法務部矯正署岩灣技能訓練所。最多曾有170多戶，直到2006年統計共有軍眷114戶，原舊房舍約在1960年代所建，1999年中華民國國防部委託內政部營建署重新改建為新式大樓，2005年4月新式大樓落成後舊眷村計畫夷平改建為公園。
岩灣新村是隨著岩灣職訓總隊所成立的眷村，在台灣日治時期名稱是岩灣技能訓練所，其成立的目的是為了管訓地痞流氓，後又改名為岩灣開導所；當時的職員宿舍建於社區籃球場和岩灣國小之間，是日式木造建築。日本政府撤退後，再度改名職業訓導第二總隊，由台灣省保安司令部管理。1958年，隨著台灣省保安司令部併入台灣警備總司令部(簡稱警總)，該隊才歸警總管轄，因為此時期的軍/士官增加，眷村宿舍也隨著增建擴大。
1956年岩灣眷村的組織成立，1961年增建數十戶平房。1965年因黛納颱風侵襲，原有的木造平房幾乎全毀，後來改為磚造。
位於眷村內的土地公廟是在1980年代，由上岩灣閩南族群和岩灣職訓總隊犯人共同出錢出力建成的。
由於職業訓導第二總隊在一般民眾和流氓的心目中嚴厲的形象，1982年台視社會寫實電視劇《不要說再見》就是以岩灣新村、職業訓導第二總隊作為背景，並商請軍官、士官、眷村居民協助拍攝。

## 相關辭條
- 眷村
- 臺灣眷村列表

## 資料來源
- 《認識台灣眷村：1949－2006》，莊豐嘉、楊長鎮主編，民主進步黨族群事務部2006年11月初版，ISBN 978-957-29227-2-9，177頁-182頁